# Thomas Leverton Donaldson
Thomas Leverton Donaldson (Londres, 19 de outubro de 1795 – 1 de agosto de 1885) foi um arquiteto britânico. Foi cofundador e presidente do Royal Institute of British Architects, laureado com a Medalha de Ouro do RIBA de 1851.

## Vida

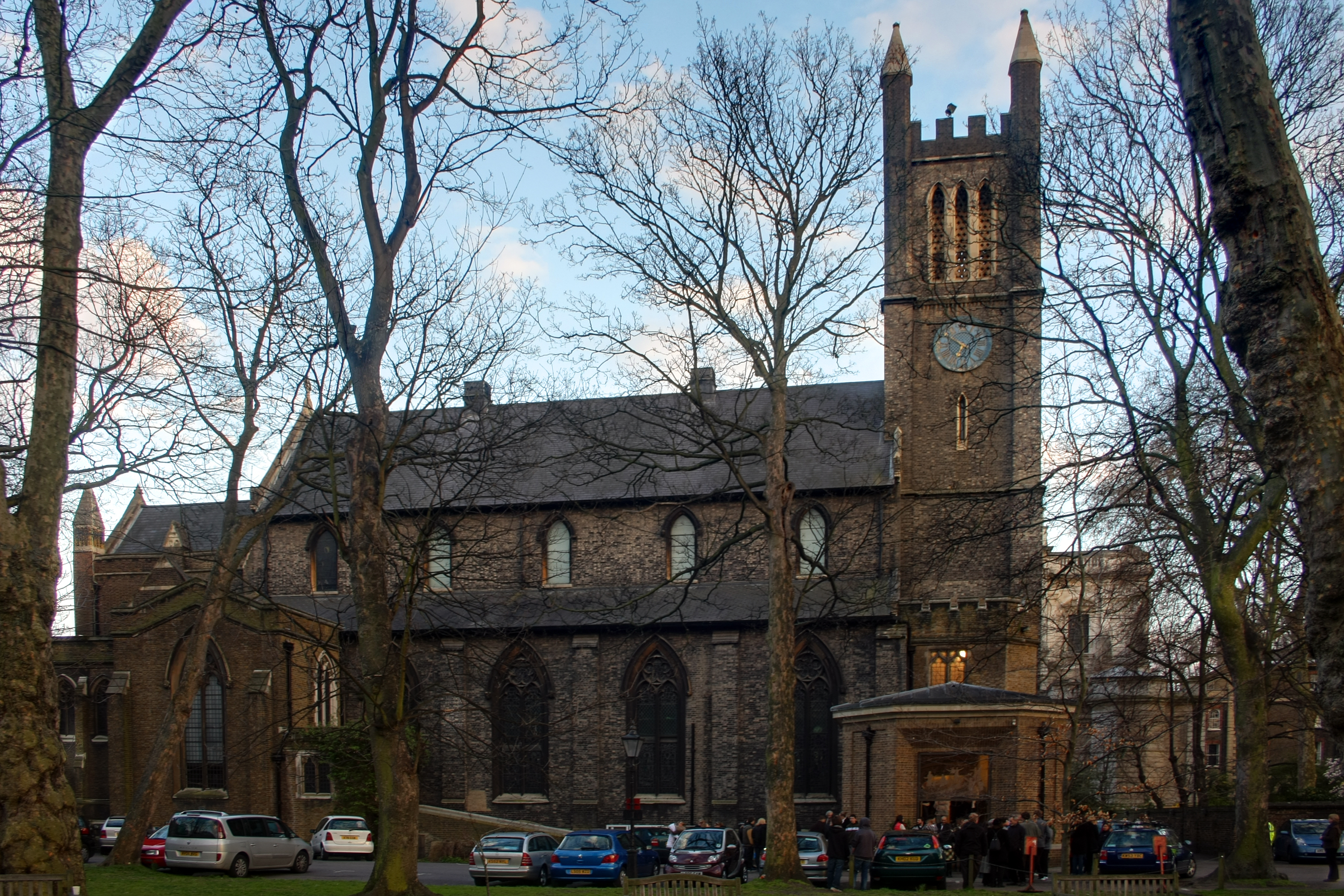
The church of Holy Trinity, Brompton

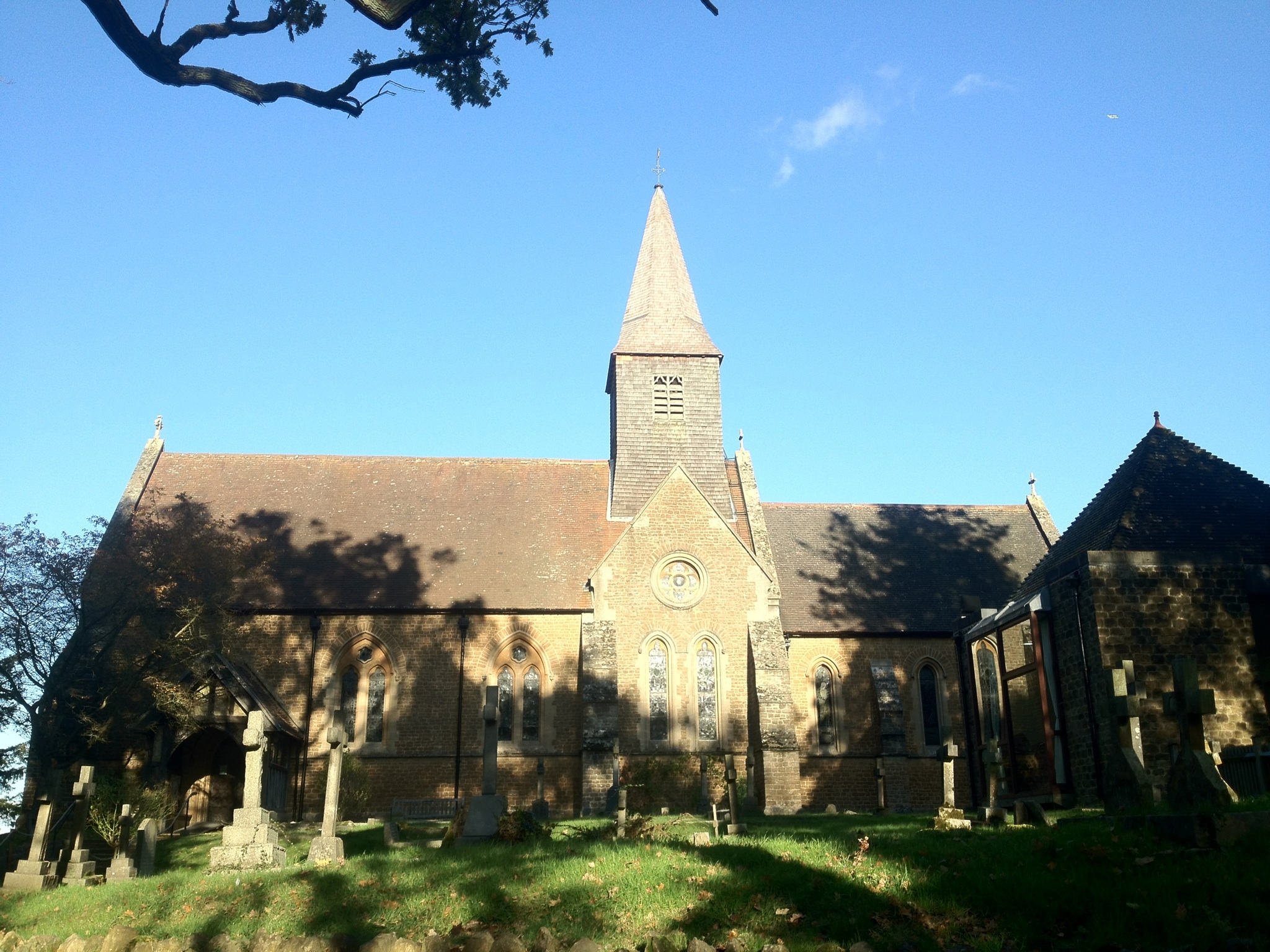
Busbridge Church of Gothic Revival style in Godalming, United Kingdom. Dedication in 1867.

Donaldson nasceu em Bloomsbury Square, Londres, filho mais velho do arquiteto James Donaldson. Thomas Leverton, seu tio por lado materno, foi um arquiteto creditado algumas vezes pelo lado sul do Bedford Square em Londres.
Com Jacques Ignace Hittorff e Charles Robert Cockerell, Donaldson foi também membro do comitê formado em 1836 para determinar se os mármores de Elgin e outras estátuas gregas no Museu Britânico foram originalmente coloridas (ver Transactions of the Royal Institute of British Architects de 1842).
Donaldson morreu na Upper Bedford Place em Bloomsbury e está sepultado no Cemitério de Brompton, Londres.